# تلویزیون کابلی بچه‌ها
تلویزیون کابلی بچه‌ها یک مجموعه تلویزیونی مناسبتی محصول سال ۱۳۷۱ به کارگردانی علی عمرانی و مهران آزاده، نویسندگی رضا عمرانی و تهیه‌کنندگی مهناز میرجهانگیری می‌باشد که ایام دهه فجر از گروه کودک شبکه یک پخش شد.

## درباره
از برنامه‌های جالب و پرطرفدار دهه ۱۳۷۰ بود که تنوع و تازگی خاصی برای مخاطبان داشت. هدف این برنامه آن بود که تریبونی در اختیار بچه‌ها قرار دهد تا آنها بتوانند نظرات خود را بگویند. تلویزیون کابلی در ۲۰ قسمت ۴۵ دقیقه‌ای ساخته شده بود و در دهه فجر هر روز و بعد از پایان دهه روزهای جمعه از شبکه یک پخش می‌شد و افرادی مانند رضا شفیعی جم، حمید لولایی و مهرداد نظری (همان حسنی معروف) که آن روزها تازه به تلویزیون آمده و چهره‌های جدیدی بودند، در آن بازی می‌کردند. میکائیل شهرستانی هم با قدرت جادویی‌اش به بهترین شکل پانتومیم اجرا می‌کرد. از جذابیت‌های دیگر «تلویزیون کابلی» وجود یک دختر و پسر بود که به سطح شهر می‌رفتند و برای بچه‌ها گزارش تهیه می‌کردند. این برنامه بخش‌های دیگری مثل مسابقه، کاریکاتور و نمایش‌های طنز هم داشت و به تهیه‌کنندگی مهناز میرجهانگیری و کارگردانی علی عمرانی پخش می‌شد.

## بازیگران
- میکائیل شهرستانی
- آرش میراحمدی
- حمید لولایی
- داریوش موفق
- رضا شفیعی‌جم
- رضا عمرانی
- مهرداد نظری
- پارسا پیروزفر
- حسن معجونی
- زهره مجابی
- غلامرضا نیکخواه

## عوامل تولید
- کارگردان: علی عمرانی
- نویسنده: رضا عمرانی
- کارگردان تلویزیونی: مهران آزاده و بیژن صمصامی
- آهنگساز: فرید شب خیز
- تهیه‌کننده: مهناز میرجهانگیری